# Кабрела
Кабрела (порт.  Cabrela ) — фрегезия (район) в муниципалитете Монтемор-у-Нову округа Эвора в Португалии. Территория — 194,84 км². Население — 703 жителей. Плотность населения — 3,6 чел/км².